# 费尔门特卢什
费尔门特卢什是葡萄牙阿威罗区的一个堂区。总面积8.29平方公里，总人口3148人，人口密度379.7人/平方公里。